# Josefin Neldén
Josefin Neldén (ur. 17 grudnia 1984 w Göteborgu) – szwedzka aktorka filmowa, teatralna i telewizyjna. 

## Wybrane role filmowe
- 2007: Kaznodzieja (Predikanten) – Liese Forster
- 2008: Inspektor Irene Huss – Taniec ognia (Irene Huss – Eldsdansen) – Caroline
- 2009: Kamieniarz (Stenhuggaren) – Mary
- 2011: Simon i dęby (Simon och ekarna) – Mona
- 2013: Nie roń łez (Känn ingen sorg) – Lena
- 2015: Nastolatki (Pojkarna) – nauczycielka gimnastyki
- 2017–2020: Restauracja (Vår tid är nu) – Maggan (serial TV)
- 2018: Granica (Gräns) – Esther

## Nagrody
- 2014: nominacja do nagrody Guldbagge (Złoty Żuk) za rok 2013 dla najlepszej aktorki drugoplanowej za rolę Leny w filmie Nie roń łez (Känn ingen sorg)[1]